# Gruff Rhys

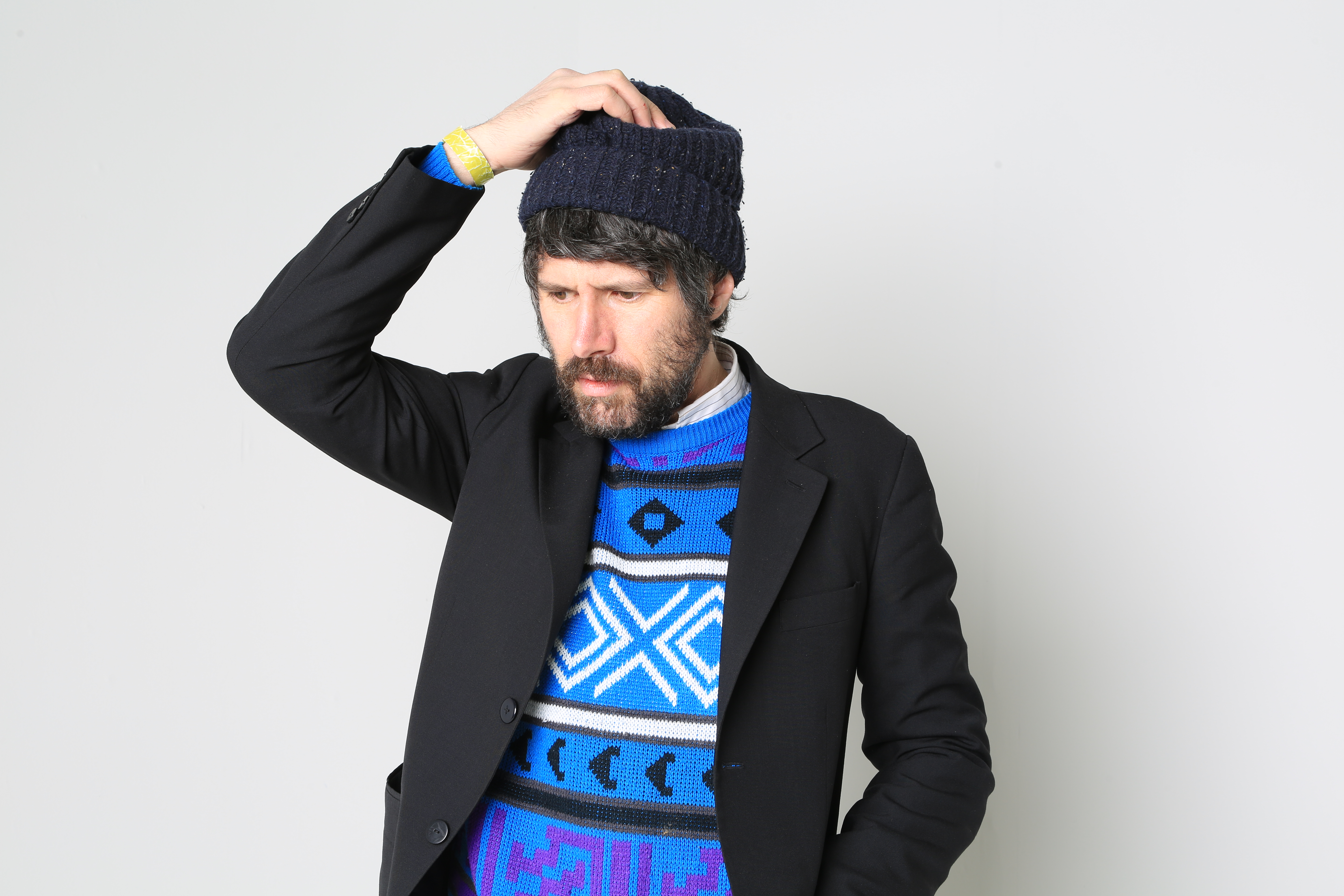
Gruff Rhys, 2015

Gruff Rhys [ɡrɨ̞f ˈr̥ɨːs] (* 18. Juli 1970 in Haverfordwest, Wales; eigentlich Gruffudd Maredudd Bowen Rhys) ist ein britischer Musiker aus Südwestwales. Bekannt wurde er Mitte der 1990er Jahre als Sänger und Kopf der Super Furry Animals. Ab 2005 veröffentlichte er Soloalben, mit denen er an den Erfolg mit der Rockband anknüpfen konnte. Daneben ist er auch eine Hälfte des Elektropop-Projekts Neon Neon.

## Biografie

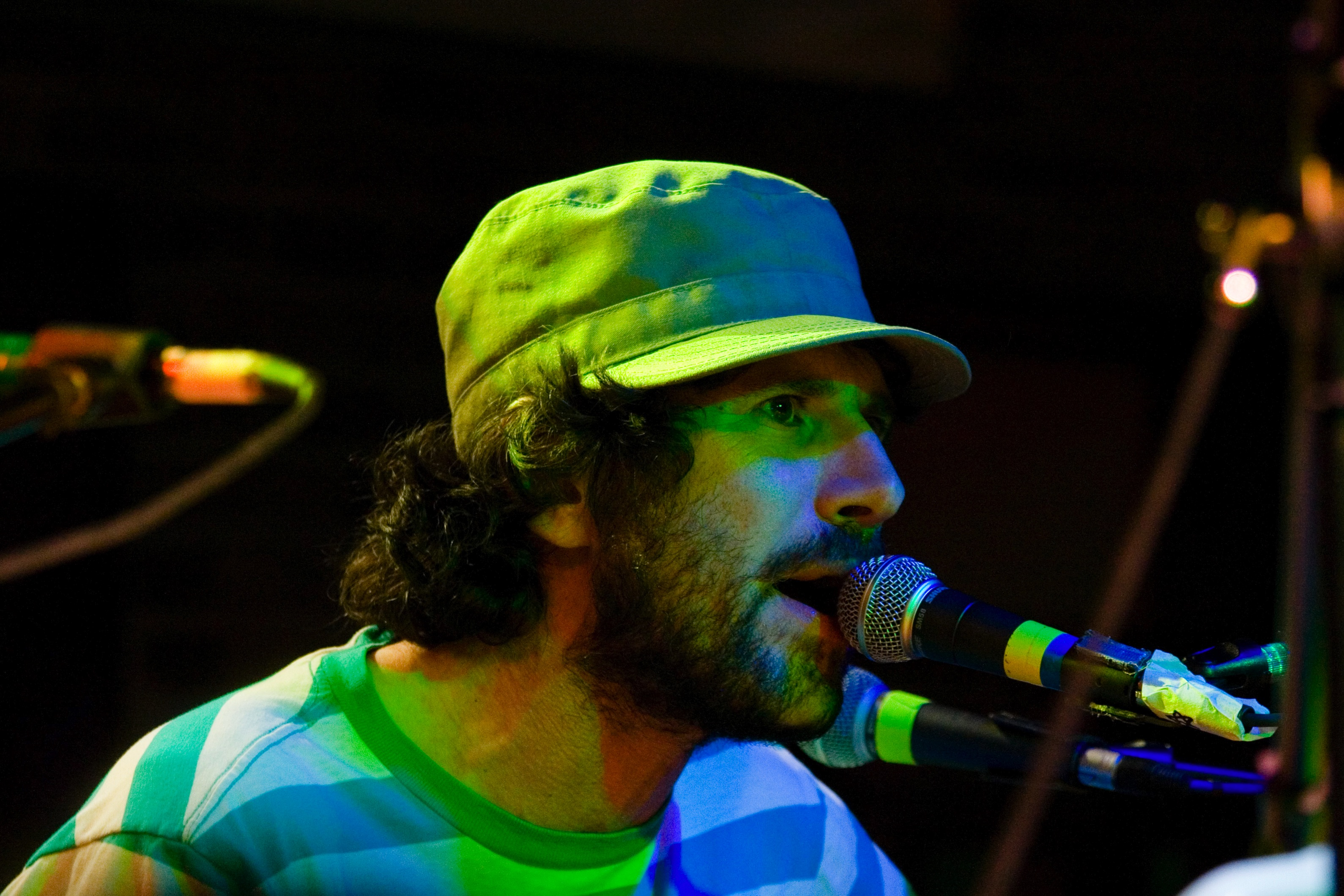
Gruff Rhys, 2007

In seinen jungen Jahren war Gruff Rhys Mitglied der Popband Emily, die bei Creation Records unter Vertrag stand, und der walisischen Noise-Rock-Band Ffa Coffi Pawb. 1993 kam es dann zur Gründung der Super Furry Animals. Rhys als Sänger und Songwriter wurde zum Gesicht der Band und profilierte sich als exzentrischer Musiker und Persönlichkeit.
2000 veröffentlichten die Animals als walisisches Aushängeschild das Album Mwng ganz in walisischer Sprache. 5 Jahre später hatte Rhys wieder ein Album voll walisischer Songs, die er diesmal aber nicht mit der Band aufnahm, sondern unter dem Titel Yr Atal Genhedlaeth als erstes Solowerk veröffentlichte. Das Album verpasste die Charts, aber die Single Gwn Mi Wn / Ni Yw Y Byd schaffte den Einstieg in die britischen Charts.
Von da an begann er, gleichzeitig an verschiedenen Projekten zu arbeiten. 2007 erschien ein weiteres Super-Furry-Animals-Album, das in Großbritannien Platz 11 erreichte, sein zweites Soloalbum Candylion (auf Englisch), das auf Platz 50 kam, und mit dem Amerikaner Boom Bip nahm er als Neon Neon das Album Stainless Style auf, das im März 2008 Platz 67 einnahm. Im Jahr darauf erschien das letzte Album der Super Furry Animals und Rhys setzte seine Karriere solo fort.
2010 nahm er ein Duettalbum mit Tony Da Gatorra unter dem Titel The Terror of Cosmic Loneliness auf. Mit dem Soloalbum Hotel Shampoo kam er im Jahr darauf zum zweiten Mal in die Charts. Danach wandte er sich wieder Neon Neon zu und startete mit American Interior ein Projekt über einen Waliser in den USA, das 2014 in einem weiteren Chartalbum mündete.
2018 folgte das Album Babelsberg, das er zusammen mit dem BBC National Orchestra of Wales aufnahm. Im Jahr darauf arbeitete er mit dem Südafrikaner Muzi beim Album Pang! zusammen. 2021 erschien Seeking New Gods, mit Platz 10 in den UK-Charts sein erfolgreichstes Album.

## Diskografie

### Alben
| Jahr | Titel                | Höchstplatzierung, Gesamtwochen, AuszeichnungChartsChartplatzierungen (Jahr, Titel, Platzierungen, Wochen, Auszeichnungen, Anmerkungen) | Anmerkungen                                                                  |
| Jahr | Titel                | UK | Anmerkungen                                                                  |
| ---- | -------------------- | --- | ---------------------------------------------------------------------------- |
| 2005 | Yr Atal Genhedlaeth  | — | Erstveröffentlichung: 25. Januar 2005 / in walisischer Sprache               |
| 2007 | Candylion            | UK50 (1 Wo.)UK | Erstveröffentlichung: 8. Januar 2007                                         |
| 2011 | Hotel Shampoo        | UK42 (1 Wo.)UK | Erstveröffentlichung: 14. Februar 2011                                       |
| 2014 | American Interior    | UK24 (2 Wo.)UK | Erstveröffentlichung: 5. Mai 2014                                            |
| 2018 | Babelsberg           | UK23 (1 Wo.)UK | Erstveröffentlichung: 8. Juni 2018 / mit dem BBC National Orchestra of Wales |
| 2019 | Pang!                | UK81 (1 Wo.)UK | Erstveröffentlichung: 13. September 2019 / mit Muzi                          |
| 2021 | Seeking New Gods     | UK10 (1 Wo.)UK | Erstveröffentlichung: 21. Mai 2021                                           |
| 2024 | Sadness Sets Me Free | UK22 (1 Wo.)UK | Erstveröffentlichung: 26. Januar 2024                                        |

### Lieder
| Jahr | Titel Album                                 | Höchstplatzierung, Gesamtwochen, AuszeichnungChartsChartplatzierungen (Jahr, Titel, Album, Platzierungen, Wochen, Auszeichnungen, Anmerkungen) | Anmerkungen |
| Jahr | Titel Album                                 | UK | Anmerkungen |
| ---- | ------------------------------------------- | --- | ----------- |
| 2005 | Gwn Mi Wn / Ni Yw Y Byd Yr Atal Genhedlaeth | UK81 (1 Wo.)UK |             |